# Availles-Limouzine
Availles-Limouzine é uma comuna francesa na região administrativa da Nova Aquitânia, no departamento de Vienne. Estende-se por uma área de 57,9 km². Em 2010 a comuna tinha 1 282 habitantes (densidade: 22,1 hab./km²).